# Julianna Guill
Julianna Guill, född 7 juli 1987 i Winston-Salem i North Carolina, är en amerikansk skådespelare.
Guill tog studenten vid R.J. Reynolds High School i Winston-Salem år 2005, för att studera vidare vid NYU innan hon flyttade till Kalifornien. Guill är bäst känd för sin roll som Bree i nyversionen av skräckfilmen Friday the 13th. Hon har även medverkat i TV-serien One Tree Hill.

## Filmografi

### Filmer
| År   | Film                             | Roll             | Notering     |
| ---- | -------------------------------- | ---------------- | ------------ |
| 2009 | 2 Dudes and a Dream              | Stacy            |              |
| 2009 | Friday the 13th                  | Bree             |              |
| 2009 | Fired Up!                        | Agy              |              |
| 2009 | Road Trip: Beer Pong             | Katy             |              |
| 2009 | My Super Psycho Sweet 16         | Madison Penrose  | Gjord för TV |
| 2010 | Five Star Day                    | Vanessa          |              |
| 2010 | Altitude                         | Mel              |              |
| 2010 | My Super Psycho Sweet 16: Part 2 | Madison Penrose  | Gjord för TV |
| 2011 | Crazy, Stupid, Love              | Madison          |              |
| 2012 | Mine Games                       | Claire           |              |
| 2012 | The Apparition                   | Lydia            |              |
| 2014 | Alex of Venice                   | Anya             |              |
| 2015 | Bad Night                        | Viceroy          |              |
| 2015 | Christmas Eve                    | Ann              |              |
| 2016 | Captain America: Civil War       | Starks assistent |              |
| 2017 | Becoming Bond                    | Receptionist     |              |
| 2019 | Grounded for Christmas           | Nina             | Gjord för TV |
| 2020 | Christmas on the Vine            | Brooke           | Gjord för TV |

### Television
| År        | Titel                          | Roll                | Notering                                    |
| --------- | ------------------------------ | ------------------- | ------------------------------------------- |
| 2004-2005 | One Tree Hill                  | Ashley              | 2 avsnitt                                   |
| 2006-2007 | CSI: Miami                     | Kelly               | 2 avsnitt                                   |
| 2007      | CSI: Crime Scene Investigation | Monica              | Avsnitt: "Goodbye and Good Luck"            |
| 2009      | How I Met Your Mother          | Maiden              | Avsnitt: "The Sexless Innkeeper"            |
| 2009      | 90210                          | Savannah Montgomery | 2 avsnitt                                   |
| 2010      | Cold Case                      | Bunny Hargreave     | Avsnitt: "The Runaway Bunny"                |
| 2010      | Accidentally on Purpose        | Melissa             | Avsnitt: "Back to School"                   |
| 2010-2011 | Glory Daze                     | Christie DeWitt     |                                             |
| 2011      | Community                      | Cheerleader         | Avsnitt: "A Fistful of Paintballs"          |
| 2012      | Underemployment                | Bekah               |                                             |
| 2013      | Bad Samaritans                 | Drew                |                                             |
| 2013      | Criminal Minds                 | Ashley Fouladi      | Avsnitt: "Gatekeeper"                       |
| 2014      | Cougar Town                    | Haylee Gazelian     | Avsnitt: "Too Good To Be True"              |
| 2016      | Rosewood                       | Astrid              | Avsnitt: "Bacterium & the Brothers Panitch" |
| 2017      | The Mindy Project              | Dina                | Avsnitt: "Dibs"                             |
| 2018-2019 | The Resident                   | Jessie Nevin        |                                             |
| 2019      | Into the Dark                  | Kara Wheeler        | Avsnitt: "Treehouse"                        |
| 2021      | Joe Pickett                    | Marybeth Pickett    |                                             |